# James Dozier
James Lee Dozier (ur. 10 kwietnia 1931) – amerykański wojskowy, generał, obecnie w stanie spoczynku.
W roku 1981, w stopniu generała brygady, pełnił funkcję zastępcy szefa sztabu południowej grupy wojsk NATO w Europie. Dnia 17 grudnia 1981 został porwany przez terrorystów ugrupowania Czerwone Brygady z mieszkania w Weronie. Uwolniony 28 stycznia 1982 po 42 dniach niewoli przez oddział antyterrorystyczny włoskiej policji (NOCS). Była to pierwsza udana akcja uwolnienia zakładnika Czerwonych Brygad.